# Baccio
Baccio  è un nome proprio di persona italiano maschile.

## Varianti
- Femminili: Baccia[4]

## Origine e diffusione
Nome diffusissimo in epoca medievale, oggi usato solo in Toscana; originariamente, si trattava di un ipocoristico di altri nomi alterati in -accio, quali Bartolomeaccio o Bartolaccio, Iacobaccio, Bindaccio, Fortebraccio e via dicendo.

## Onomastico
Il nome è adespota, ossia privo di santo patrono; l'onomastico può essere festeggiato il 1º novembre, festa di Ognissanti o, eventualmente, lo stesso giorno del nome da cui è fatto derivare.

## Persone

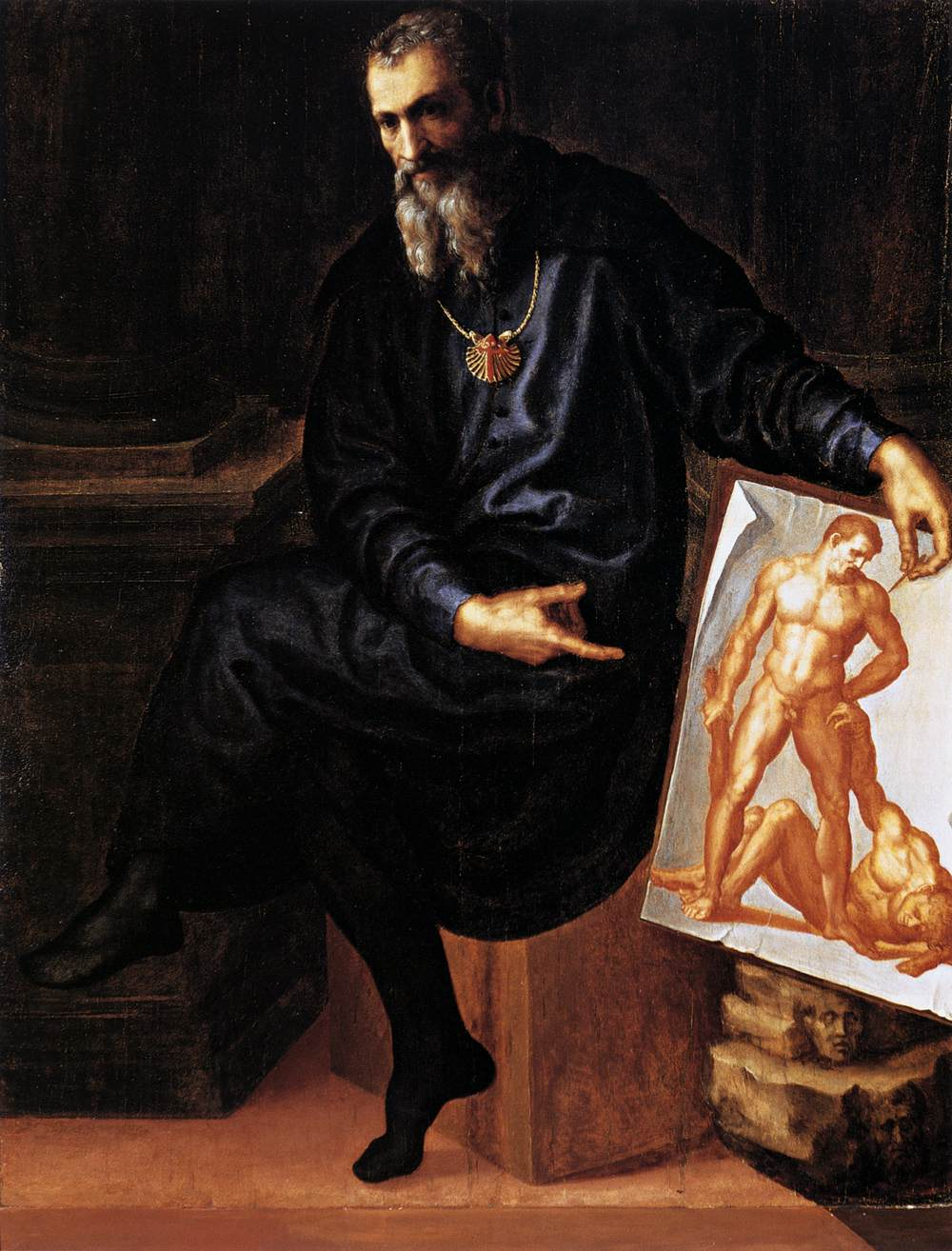
Baccio Bandinelli

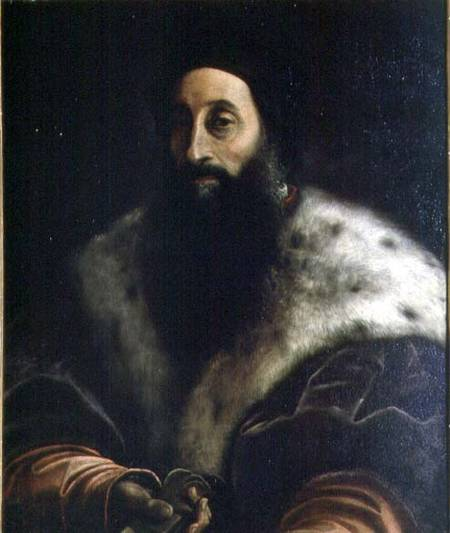
Baccio Valori

- Baccio Aldobrandini, cardinale italiano
- Baccio Baccetti, zoologo e docente italiano
- Baccio Maria Bacci, pittore italiano
- Baccio Baldini, incisore italiano
- Baccio Baldini, medico e letterato italiano
- Baccio Bandinelli, scultore italiano
- Baccio Bandini, regista, montatore e produttore cinematografico italiano
- Baccio Ciarpi, pittore italiano
- Baccio d'Agnolo, architetto e scultore italiano
- Baccio da Montelupo, scultore italiano
- Baccio del Bianco, pittore, architetto, scenografo e incisore italiano
- Baccio della Porta, altro nome di fra Bartolomeo, monaco e pittore italiano
- Baccio Gorini, pittore italiano
- Baccio Maineri, poligrafo e patriota italiano
- Baccio Malatesta, scrittore e pubblicista italiano
- Baccio Pontelli, architetto ed ebanista italiano
- Baccio Valori, politico e condottiero italiano
- Baccio Valori, letterato, umanista, politico e mecenate italiano